# Субтропічні вічнозелені ліси Тайваню
Субтропічні вічнозелені ліси Тайваню (ідентифікатор WWF: IM0172) — індомалайський екорегіон тропічних та субтропічних вологих широколистяних лісів, розташований на Тайвані. Він вирізняється високим видовим різноманіттям та рівнем ендемізму.

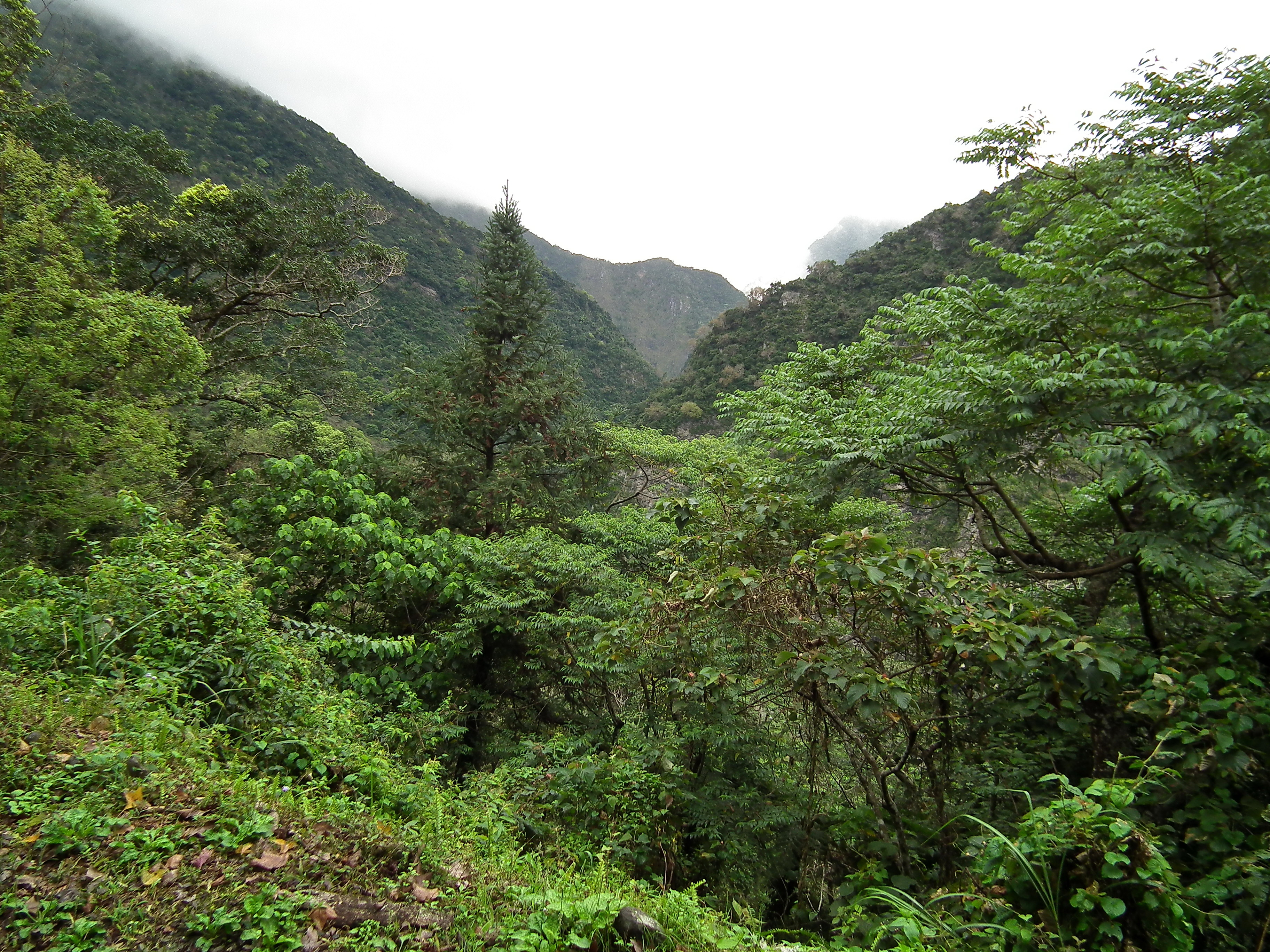
Ліс в Національному парку Юшань

## Географія
Екорегіон субтропічних вічнозелених лісів Тайваню охоплює більшу частину острова Тайвань або Формоза, розташованого за 200 км на схід від узбережжя Китаю. Більшу частину острова займають Тайванські гори, які простягаються з північного сходу на південний захід. Східні схили цих гір стрімко підіймаються над Тихим океаном, тоді як більш пологі західні схили спускаються до прибережних рівнин, розташованих на узбережжі Східнокитайського моря. Близько 200 гірських вершин Тайваню мають висоту понад 3000 м, а найвищою вершиною острова є гора Юйшань висотою 3952 м. 
Південну частину острова Тайвань виділяють у окремий екорегіон мусонних дощових лісів Південного Тайваню.

## Клімат
На більшій частині острова Тайвань (за винятком півдня) переважає вологий субтропічний клімат або високогірний субтропічний клімат. Середньомісячна температура в низовинах коливається від 15 °C до 28 °C. Літні мусони, які дмуть з травня по жовтень, приносять опади, кількість яких коливається залежно від висоти над рівнем моря. На висоті до 500 м над рівнем моря середньорічна кількість опадів коливається від 1800 до 2500 мм, а в горах на висоті понад 2500 м над рівнем моря може випасти до 2900 мм опадів. Влітку та восени в регіоні часто трапляються тайфуни.

## Флора
На прибережних рівнинах Тайваню поширені мусонні вічнозелені лаврово-кастанопсісові ліси, подібні до тих, що зустрічаються у субтропічній зоні Південно-Східної Азії, від гір Південного Китаю до передгір'їв Східних Гімалаїв. Основу цих лісів складають китайські криптокарії (Cryptocarya chinensis) та щетинясті кастанопсіси (Castanopsis hystrix). Подекуди на низьких висотах Тайваню зустрічаються насадження сосни Массона (Pinus massoniana).
Також на низьких висотах регіону поширені фікусово-махілусові ліси, в яких переважають японські махілуси (Machilus japonica), ампелові фікуси (Ficus ampelos), фікуси беньяміна (Ficus benjamina), китайські баньяни (Ficus microcarpa), єпископські дерева (Bischofia javanica) та неоліцеї Коніші (Neolitsea konishii). На більших висотах зустрічаються махілусо-кастанопсісові ліси, в яких домінують японські кастанопсіси (Castanopsis cuspidata), червонолисті бейлшмідтії (Beilschmiedia erythrophloia), довгожолудеві дуби (Quercus longinux), китайські коркові дуби (Quercus variabilis) та пишні шіми (Schima superba).
На середніх висотах Тайваню поширені дубові ліси, основу яких складають сизі дуби (Quercus glauca), довгожолудеві дуби (Quercus longinux), дуби Морі (Quercus morii), арісанські дуби (Quercus stenophylloides), японські кастанопсіси (Castanopsis cuspidata), аралієподібні троходендрони (Trochodendron aralioides), махілуси Цуйхо (Machilus zuihoensis), японські махілуси (Machilus japonica), червоні махілуси (Machilus thunbergii) та пишні шіми (Schima superba).
З підвищенням висоти в лісах починають домінувати листопадні та хвойні породи дерев. На висоті понад 3000 м над рівнем моря поширені листяні ліси, основу яких складають вислоплідні вільхи (Alnus cremastogyne) та клени (Acer spp.) у поєднанні з китайськими тсуґами (Tsuga chinensis). На найвищих висотах поширені субальпійські хвойні ліси, основу яких складають тсуґи (Tsuga spp.), сосни (Picea spp.) та ялиці (Abies spp.).

## Фауна
На Тайвані зустрічається понад 60 видів наземних ссавців. Серед поширених на Тайвані ссавців слід відзначити формозького замбара (Rusa unicolor swinhoei), тайванського мунтжака (Muntiacus reevesi micrurus), тайванську свиню (Sus scrofa taivanus), червоно-білу велетенську летягу (Petaurista alborufus lena), індійську велетенську летягу (Petaurista philippensis grandis), китайського зайця (Lepus sinensis), острівного крота (Mogera insularis) та тайванського панголіна (Manis pentadactyla). Серед хижих ссавців, що зустрічаються на Тайвані, слід відзначити бенгальського кота (Prionailurus bengalensis), гімалайську цивету (Paguma larvata), малу цивету (Viverricula indica), мангусту-крабоїда (Urva urva), тайванського колонка (Mustela sibirica davidiana), тайванську харзу (Martes flavigula chrysospila) та дуже рідкісного формозького білогрудого ведмедя (Ursus thibetanus formosanus). Раніше в регіоні зустрічалися тайванські димчасті пантери (Neofelis nebulosa brachyurus), однак наразі вони повністю вимерли. Формозькі олені (Cervus nippon taiouanus) в середині XX століття вимерли у дикій природі, однак пізніше були успішно реінтродуковані.
Близько 40 видів та підвидів ссавців є ендеміками Тайваню. Серед ендемічних ссавців, що зустрічаються в регіоні, слід відзначити тайванського серау (Capricornis swinhoei), тайванського макаку (Macaca cyclopis), тайванського харсуна (Melogale subaurantiaca), тайванського житника (Apodemus semotus), тайванську полівку (Alexandromys kikuchii) тайванського білочеревого пацюка (Niviventer culturatus), тайванську бурозубку (Episoriculus fumidus) та тайванського вуханя (Plecotus taivanus).
Орнітофауна Тайваню вирізняється високим різноманіттям. Загалом на Тайвані зареєстровано близько 690 видів птахів, з яких понад 30 видів є ендеміками регіону. Серед ендемічних птахів, що зустрічаються на Тайвані, слід відзначити тайванського мікадо (Syrmaticus mikado), тайванського лофура (Lophura swinhoii), тайванську куріпку (Arborophila crudigularis), острівну куріпку (Bambusicola sonorivox), тайванського бородастика (Psilopogon nuchalis), тайванську гуамею (Garrulax taewanus), тайванського куцокрила (Locustella alishanensis), тайванську золотомушку (Regulus goodfellowi), тайванську фульвету (Fulvetta formosana), тайванського дрозда (Turdus niveiceps), тайванського алікорто (Brachypteryx goodfellowi), вогнисту нільтаву (Niltava vivida), тайванського синьохвоста (Tarsiger johnstoniae), тайванську аренгу (Myophonus insularis), тайванського бюльбюля (Pycnonotus taivanus), тайванську кіту (Urocissa caerulea), тайванську югину (Yuhina brunneiceps), тайванську тимелію-куцохвоста (Pnoepyga formosana), сірощоку альципу (Alcippe morrisonia), чорновусу тимелію-криводзьоба (Erythrogenys erythrocnemis), тайванську тимелію-криводзьоба (Pomatorhinus musicus), тайванську мінлу (Liocichla steerii), тайванську сибію (Actinodura morrisoniana), тайванську джою (Heterophasia auricularis), рудого тимельовця (Pterorhinus poecilorhynchus), вохристобоку чагарницю (Pterorhinus ruficeps), біловусу чагарницю (Trochalopteron morrisonianum), тайванську гаїчку (Sittiparus castaneoventris), тайванську синицю (Machlolophus holsti), тайванську чечевицю (Carpodacus formosanus) та тайванського снігуря (Pyrrhula owstoni). Крім того, ендеміками Тайваню є понад 50 підвидів різних видів птахів.
В прибережних районах Тайваню зимують численні коловодні птахи, зокрема жовтодзьобі чепури (Egretta eulophotes), охотські коловодники (Tringa guttifer) та китайські мартини (Chroicocephalus saundersi). В гирлі річки Цзенвень зимує близько 60 % світової популяції рідкісних малих косарів (Platalea minor).
На Тайвані зустрічається понад 30 видів амфібій та близько 90 видів плазунів. Серед ендемічних представників герпетофауни регіону слід відзначити алішанську саламандру (Hynobius arisanensis), тайванську саламандру (Hynobius formosanus), смарагдову деревну жабу (Zhangixalus prasinatus), тайванського лісового сцинка (Sphenomorphus taiwanensis), формозьку довгохвостку (Takydromus formosanus), тайванську коралову змію (Sinomicrurus sauteri) та тайванську куфію (Trimeresurus gracilis).

## Збереження
Оцінка 2017 року показала, що 6746 км², або 20 % екорегіону, є заповідними територіями. Природоохоронні території включають: Національний парк Шейпа, Національний парк Тайцзян, Національний парк Тароко, Національний парк Янміншань та Національний парк Юйшань.